# Шардоне (Саона и Лоара)
Шардоне (фр. Chardonnay) насеље је и општина у источном делу централне Француске у региону Бургоња, у департману Саона и Лоара која припада префектури Макон.
По подацима из 2011. године у општини је живело 192 становника, а густина насељености је износила 30,14 становника/km². Општина се простире на површини од 6,37 km². Налази се на средњој надморској висини од 225 метара (максималној 375 m, а минималној 220 m).

## Демографија
| 1962. | 1968. | 1975. | 1982. | 1990. | 1999. | 2011. |
| ----- | ----- | ----- | ----- | ----- | ----- | ----- |
| 174   | 183   | 150   | 163   | 169   | 162   | 192   |

График промене броја становника у току последњих година